# Agalliopsis tropicalis
Agalliopsis tropicalis är en insektsart som beskrevs av Van Duzee 1907. Agalliopsis tropicalis ingår i släktet Agalliopsis och familjen dvärgstritar. Inga underarter finns listade i Catalogue of Life.